# Tylecodon cacaliodes
Tylecodon cacaliodes är en fetbladsväxtart som först beskrevs av Carl von Linné d.y., och fick sitt nu gällande namn av H. Tölken. Tylecodon cacaliodes ingår i släktet Tylecodon och familjen fetbladsväxter. Inga underarter finns listade i Catalogue of Life.